# 26e division d'infanterie (France)
Pour les articles homonymes, voir 26e division.
La 26e division d'infanterie est une division d'infanterie de l'armée de terre française qui a participé à la Première Guerre mondiale et à la Seconde Guerre mondiale. Elle est recréée brièvement au Maroc en 1956-1958 en Algérie en 1962-1963.

## Création et différentes dénominations
- 1873 : création de la 26e division d'infanterie en Auvergne
- 1923 : dissolution
- 1939 : nouvelle formation à la mobilisation
- 1940 : disparition lors de la bataille de France
- 1956 : formation de la 26e division d'infanterie à partir de la division de Fès
- 1958 : dissolution
- 1962 : formation de la 26e division d'infanterie à partir de la région territoriale du Sahara
- 1963 : dissolution

## Les chefs de la26edivisiond'infanterie
- 30 novembre 1876 - 21 février 1880 : général de Saint-Hilaire
- 30 mars 1881 - 27 avril 1881 : général Bounetou (n'a pas pris son poste car malade et est décédé le 26 avril 1881)
- 22 juin 1881 - 12 février 1885 : général Bréart
- 3 mars 1885 - 29 décembre 1886 : général Villain
- 11 janvier - 3 juin 1887 : général Thomas
- 8 juin 1887 : général de Gislain
- 20 mai 1890 - 30 septembre 1891 : général Vigneaud
- 4 novembre 1891 : général Leclere
- 30 mars 1895 - 5 septembre 1898 : général Raynal de Tissonière
- 20 septembre 1898 : général Tanchot
- 27 juillet 1900 - 31 décembre 1903 : général Millet
- 6 janvier 1904 - 12 mars 1907 : général d'Entraigues
- 12 mars 1907 - 23 février 1910 : général Pelletier
- 10 mars 1910 : général Brochin
- 26 décembre 1912 : général Silhol
- 20 août - 24 août 1914 : général Blazer
- 26 août 1914 : général Pillot
- 30 septembre 1914 : général Hallouin
- 7 juillet 1915 : général Pauffin de Saint-Morel
- 27 novembre 1917 - 25 février 1918 : général de Toulorge
- 28 février 1918 : général Jean de Belenet
- 12 janvier 1919 : général Mordacq
- 25 décembre 1921 - 26 décembre 1923 : général Gaucher
- 1938 - avril 1940 : général Troublé
- avril 1940 : général Bonnaissieux

## Avant 1914
La division est créée par le décret du 28 septembre 1873. Située en 13e région militaire (Clermont-Ferrand), elle a son état-major au Puy-en-Velay et est constituée de deux brigades :
- 51e brigade d'infanterie :
  - 98e régiment d'infanterie de ligne
  - 105e régiment d'infanterie de ligne
- 52e brigade d'infanterie :
  - 121e régiment d'infanterie de ligne
  - 139e régiment d'infanterie de ligne

La division est en 1874 à Clermont-Ferrand, avec la 52e brigade à Saint-Étienne et la 51e brigade détachée en garnison à Lyon. Dès 1875, la division et la 51e brigade sont à Saint-Étienne et la 52e brigade à Roanne.
En 1914 : 51e brigade (98e et 105e RI) à Riom, 52e brigade (92e et 121e RI) à Clermont.

## Première Guerre mondiale

### Composition au cours de la guerre
Mobilisée dans la 13e Région, la division appartient au 13e corps d'armée, au sein de la 1re armée française.
- 51e brigade :

105e régiment d'infanterie d'août 1914 à décembre 1916
121e régiment d'infanterie d'août 1914 à novembre 1918
- 52e brigade :

92e régiment d'infanterie d'août 1914 à novembre 1918
139e régiment d'infanterie d'août 1914 à novembre 1918
- Infanterie divisionnaire :

un bataillon de pionniers du 70e régiment d'infanterie territoriale de août à novembre 1918
3e régiment de marche du 1er étranger d'avril à juillet 1915 (Dissolution)
- Cavalerie :

3e régiment de chasseurs (1 escadron de 1914 à 1915 puis en 1917)
- Artillerie :

16e régiment d'artillerie de campagne (3 groupes 75)
113e régiment d'artillerie lourde (8e groupe 155 C Schneider)
- Génie :

4e régiment du génie (compagnies 13/2, 13/52, 13/71)
- du 1er août au 23 octobre 1918 la 93e division d'infanterie (États-Unis) lui fut rattachée.

### Historique

#### 1914
- 7 – 11 août : transport par voie ferrée à l’ouest d’Épinal.
- 11 – 21 août : offensive en direction de Sarrebourg, par Raon-l’Étape, Badonviller et Cirey : 14 août, combats vers Petitmont. Le 20, combats vers Hartzviller (Bataille de Sarrebourg).
- 21 – 25 août : repli derrière la Mortagne, dans la région de Rambervillers, par Cirey, Vacqueville et Baccarat : le 21, combat de Voyer.
- 25 août – 10 septembre : engagée dans la bataille de la Mortagne : combats vers Domptail, Ménarmont et Doncières. À partir du 2 septembre, stabilisation dans la région d’Anglemont.
- 10 – 15 septembre : retrait du front vers Sercœur. À partir du 12, transport par voie ferrée vers Creil et Liancourt.
- 15 – 25 septembre : mouvement en direction de Noyon, par Estrées-Saint-Denis[N 1]. À partir du 16 septembre, engagée dans la 1re bataille de Picardie : combats à Carlepont et à Élincourt-Sainte-Marguerite ; attaques françaises sur Plessis-de-Roye, Lassigny et le Plémont[N 2].
- 25 septembre – 11 novembre : stabilisation et occupation d’un secteur vers Thiescourt et Lassigny, étendu à droite, le 9 novembre, jusqu’à l’Oise.
- 11 – 13 novembre : retrait du front et transport par voie ferrée de Montdidier dans la région de Poperinge.
- 13 novembre - 2 décembre : engagée au fur et à mesure de son arrivée en Belgique, dans la bataille d'Ypres, à l’est d’Ypres : combats vers Zonnebeke. Puis stabilisation et occupation d’un secteur vers Zonnebeke et le bois du Polygone (exclu), étendu à droite, le 20 novembre, jusqu’à la lisière sud du bois du Polygone, et à gauche, le 24 novembre, jusqu’au sud de Broodseinde.

27 novembre : attaque allemande.
29 novembre : attaque française.
- 2 – 24 décembre : retrait du front et mouvement vers Poperinghe ; repos. À partir du 5, transport par voie ferrée dans la région d’Estrées-Saint-Denis ; repos.

#### 1915
- 24 décembre 1914 – 4 octobre 1915[N 3] :Mouvement vers le sud de Roye ; le 27 décembre, occupation d’un secteur vers Beuvraignes et la route d’Amiens à Roye : guerre des mines à Beuvraignes.
- 4 octobre – 3 novembre : retrait du front ; repos dans la région de Montdidier (éléments laissés en secteur).
- 3 novembre – 9 décembre : occupation d’un secteur entre la lisière sud du bois des Loges et Andechy.
- 9 décembre 1915 – 15 janvier 1916 : retrait du front vers Maignelay ; repos et instruction. À partir du 24 décembre, mouvement vers le camp de Crèvecœur : repos et instruction.

#### 1916
- 15 janvier – 22 février : mouvement vers le front et occupation d’un secteur entre Belval et la lisière sud du bois des Loges.
- 22 – 28 février : retrait du front dans la région de Verberie, et, à partir du 25 février, transport dans celle de Sainte-Menehould.
- 28 février – 28 mars : mouvement vers Rarécourt et Froidos, puis vers Récicourt et Brocourt ; travaux. Organisation et défense de la 2e position, au sud des bois d’Avocourt et de Malancourt

7 - 14 mars : la 52e brigade est engagée dans la bataille de Verdun ; combats aux bois de Cumières et des Corbeaux.
20 - 28 mars : éléments engagés aux bois d’Avocourt et de Malancourt.
- 28 mars – 23 avril : retrait du front ; regroupement vers Revigny, puis transport par voie ferrée vers Estrées-Saint-Denis ; repos.
- 23 avril – 1er juillet : mouvement vers le front et occupation d’un secteur dans la région la ferme Quennevières, l’Oise.
- 1er – 11 juillet : retrait du front et repos vers Estrées-Saint-Denis.
- 11 juillet – 30 novembre : mouvement vers l’ouest de Montdidier, et à partir du 16 juillet, occupation d’un secteur vers Maucourt et Parvillers. Engagée dans la bataille de la Somme, d’abord vers Maucourt, puis, à partir du 22 août, vers Lihons et la voie ferrée d’Amiens à Chaulnes.

4 et 6 septembre : attaque de Chaulnes.
13 novembre : extension du front, à gauche, jusqu’au sud de Pressoire.
- 30 novembre – 7 décembre : retrait du front et transport par camions vers Nanteuil-le-Haudouin ; repos.
- 7 décembre 1916 – 23 janvier 1917 : transport par voie ferrée dans la région de Neufchâteau ; repos. À partir du 11 décembre, instruction au camp de Saint-Blin.

17 janvier 1917 : transport par voie ferrée de Liffol-le-Grand, Nanteuil-le-Haudouin et à Dammartin-en-Goële.

#### 1917
- 23 janvier – 19 mars : occupation d’un secteur vers l’Écouvillon et le massif de Thiescourt. À partir du 17 mars, poursuite des troupes allemandes lors de leur repli stratégique (opération Alberich) : progression jusqu’au canal Crozat.
- 19 – 31 mars : retrait du front ; repos vers Noyon et Salency.
- 31 mars – 26 avril : mouvement vers le front et occupation d’un secteur dans la région Essigny-le-Grand, le canal Crozat.

3, 4 avril : engagement à Giffécourt, Dallon, Gauchy et Grugies. Participe le 13 avril, à l’attaque franco-britannique sur la position Hindenburg. Puis organisation d’un secteur vers Urvillers et Grugies.
- 26 avril – 16 mai : retrait du front ; repos dans la région de Guiscard.
- 16 mai – 15 juillet : occupation d’un secteur entre Grugies et Sélency.
- 15 juillet – 7 août : retrait du front, et, à partir du 19 juillet, transport par voie ferrée dans la région de Ham, Nesle, vers le camp de Mailly ; repos et instruction.
- 7 – 31 août : transport par camions vers Ville-sur-Cousances, puis à partir du 18, occupation d’un secteur vers la Hayette et la route d’Esnes à Malancourt. À partir du 20 août, engagée dans la 2e bataille offensive de Verdun : attaque et prise de la cote 304. Occupation des positions conquises vers Béthincourt et Haucourt-la-Rigole.
- 31 août – 22 septembre : retrait du front ; repos vers Triaucourt.
- 22 septembre – 25 décembre : transport par camions vers Clermont-en-Argonne, et occupation d’un secteur entre l’ouest d’Avocourt et l’Aire.
- 25 décembre 1917 – 2 février 1918 : retrait du front, repos vers Laheycourt et Revigny.

#### 1918
- 2 février – 4 mai : mouvement vers le front, puis, à partir du 3 février, occupation d’un secteur vers Bezonvaux et Damloup.
- 4 – 15 mai : retrait du front, mouvement vers Tannois ; repos.
- 15 – 30 mai : transport par voie ferrée de la région de Nançois-le-Petit, Ligny-en-Barrois, dans celle de Molliens-Vidame ; repos.
- 30 mai – 20 juin : transport par voie ferrée de Molliens-Vidame, vers Meaux et Lizy-sur-Ourcq. Engagée, vers Faverolles et Troësnes, dans la 3e bataille de l'Aisne : combats vers Troësnes et la Ferté-Milon. Puis organisation d’un secteur dans cette région.
- 20 – 28 juin : retrait du front, mouvement vers Luzarches ; puis, le 24 juin, transport par voie ferrée de la région de Persan-Beaumont, dans celle de Revigny.
- 28 juin – 19 juillet : mouvement vers le front, et, à partir du 1er juillet, occupation d’un secteur vers les Paroches et Kœur-la-Grande (éléments détachés aux 17e et 13e CA).
- 19 juillet – 15 septembre : retrait du front ; mouvement vers Villotte-devant-Saint-Mihiel et Vavincourt. À partir du 22 juillet, occupation d’un secteur vers Chauvoncourt et la tranchée de Calonne, réduit à gauche, le 8 septembre, jusqu’au sud de Seuzey.

12 - 14 septembre : engagée dans la Bataille de Saint-Mihiel : progression vers Hattonchâtel.
- 15 – 25 septembre : retrait du front ; mouvement, de la région de Saint-Mihiel, vers celle de Verdun.
- 25 septembre – 3 novembre : mouvement vers le front, puis, à partir du 8 octobre, occupation d’un secteur au bois des Caures et à la Wavrille. Pendant la bataille de Montfaucon, combats sur les Hauts-de-Meuse ; progression en direction de Flabas. Puis organisation des positions conquises.
- 3 – 11 novembre : retrait du front (relève par des éléments américains). Mouvement vers Liverdun : préparatifs d’offensive.

### Décorations et citations
Le 8 décembre, le général Alix porte à la connaissance de ses troupes, la citation adressé à la 26e division d'infanterie : 

« Ordre n° 67 »
 « Au moment où la 26e Division cesse d'être sous ses ordres le Général commandant le 9e corps d'armée ne veut pas se séparer d'elle sans lui avoir exprimé toute sa satisfaction pour le concours qu'elle lui a donné.»
« Sous l'impulsion du chef distingué qui la commande, elle a fait preuve, en toutes circonstances, d'une activité incessante, montrant dans deux attaques les plus belles qualités offensives, faisant preuve dans ses tranchées sans cesse bombardées, d'une solidité inébranlable sous le feu, y repoussant notamment une forte attaque de l'ennemi, en lui infligeant des pertes sévères.»
« Le Général commandant le 9e Corps d'Armée exprime à tous, officiers et soldats, ses remerciements.»
 « Signé : Général Dubois. »
« « Cet ordre constate ainsi les qualités offensives et défensives dont la 26e Division a su faire preuve en des circonstances difficiles et qu'elle avait déjà montrées, de même que la 25e division, la 4e brigade marocaine, les troupes non endivisionnées, et le 22e régiment d'infanterie territorial, en maints combats, depuis le début de la campagne.»
« Sur les sept drapeaux ennemis qui sont actuellement déposés à l'Hôtel des Invalides, deux ont été enlevés par les troupes de la 13e région militaire.»
 «Chacun aura à cœur d'augmenter le nombre de ces trophées.»
 «Au Q. G. le 8 décembre 1914.»
 «Le Général commandant le 13e CA Signé : Alix. »

### Rattachements
- Affectation organique : 13e corps d'armée d'août 1914 à novembre 1918
- 1re armée

2 août - 10 septembre 1914
1er - 6 décembre 1916
17 janvier - 21 mars 1917
- 2e armée

21 septembre - 10 novembre 1914
5 décembre 1914 - 30 juin 1915
27 février - 28 mars 1916
7 août 1917 - 14 mai 1918
24 juin - 8 novembre 1918
- 4e armée

19 juillet - 6 août 1917
- 5e armée

15 - 27 mai 1918
- 6e armée

11 - 20 septembre 1914
1er juillet 1915 - 22 février 1916
29 mai - 19 juin 1918
- 8e armée

16 novembre - 4 décembre 1914
2 - 16 janvier 1917
- 10e armée

29 mars - 29 juin 1916
11 juillet - 2 décembre 1916
28 mai 1918
20 - 23 juin 1918
9 - 11 novembre 1918

## L'entre-deux-guerres
La division est dissoute en décembre 1923.

## Seconde Guerre mondiale

### Composition
La division est reformée le 2 septembre 1939, comme division d'infanterie de réserve série A.
Le 10 mai 1940 la 26e DI, sous les ordres du général Bonnassieux, est rattachée au 6e corps d'armée qui est intégré à la 3e armée.
À cette date la 26e division d'infanterie se compose de :
- 86e régiment d'infanterie
- 98e régiment d'infanterie
- 105e régiment d'infanterie
- 36e régiment d'artillerie divisionnaire
- 236e régiment d'artillerie lourde divisionnaire
- 14e groupe de reconnaissance de division d'infanterie
- et tous les services (Sapeurs mineurs, télégraphique, compagnie auto de transport, groupe sanitaire divisionnaire, groupe d'exploitation, etc.)

## Après 1945

### Maroc 1956-1958
La division est recréée au Maroc le 16 octobre 1956, à partir de la division de Fès. Elle stationnée à Fès puis déménage à Meknès le 1er mai 1958.
Elle est dissoute le 30 septembre 1958.

### Algérie 1962-1963
La 26e division d'infanterie est recréée en juillet 1962 à partir du commandement territorial du Sahara, avec un poste de commandement à Reggane. Devenue 26e division le 1er janvier 1963, elle est constituée de deux brigades, la 51e brigade à Colomb-Béchar à et la 52e brigade à Ouargla.
La 26e division est dissoute le 30 avril 1963. La 51e brigade est rattachée à la 4e division (ex-corps d'armée d'Oran) et la 52e brigade à la 20e division (ex-corps d'armée d'Alger).

## Insigne
Homologué G.1375 en 1957 : étoile marocaine chargée en cœur d'une vue de la ville de Fès (dominée par un minaret).